# 乾州 (大历)
乾州，中国唐朝时设置的州。
唐代宗大曆三年（768年）正月，唐朝收复西山诸羌故地，设置乾州，治所在招武县（今四川省汶川县耿达乡）。下辖招武县、宁远县（今四川省汶川县卧龙镇卧龙关），属茂州都督府。辖境相当今四川省茂县西部之地，后废。
乾州刺史
- 李弘让（大中年间）